# RBE
RBE (RBE Group) — российская группа компаний, работающая в сфере профессиональных услуг с 2004 года. Подразделения группы RBE оказывают услуги в области индустриального питания, кейтеринга, уборки, инженерной эксплуатации зданий и энергосервиса на всей территории Российской Федерации. Изначально занималась жилищным и коммерческим строительством, управлением промышленными предприятиями и объектами недвижимости. По состоянию на 2012 год входила в число 200 крупнейших непубличных компаний России. Основана в Самаре, штаб-квартира находится в Москве.
Основной владелец — Андрей Шокин. Название изначально расшифровали как англ. Russian Business Estate, с начала 2010-х годов — Russian Business Expert.

## История
Основана в 2004 году в Самаре Андреем Шокиным на базе активов компании «Самкон», работавшей на строительном рынке Самары с 1996 года, сконцентрировалась на жилищном строительстве и редевелопменте промышленных территорий Самары. В 2005 года отмечена как владеющая серией крупных объектов коммерческой недвижимости в Самарской, Саратовской и Ульяновской областях. Компания СОК указывалась как основной конкурент RBE.
В кризисные 2008—2009 года компания продала свои доли в части своих активов, в том числе в ОАО «Самарский речной порт», ОАО «Саратовское речное транспортное предприятие» и ЗАО «Завод ЖБИ-4».
Самарский речной порт был продан в 2009 году за 870 млн рублей Самарской области. Область также стала покупателем газеты «Время». В июле 2009 года RBE продала ульяновский «Комбинат панельного домостроения 1» (КПД-1), а также проектный институт «Симбирскстройпроект», транспортное автохозяйство и 12 земельных участков в Ульяновске и Новоульяновске, отведенные под строительство жилых домов. ЗАО «Завод ЖБИ-4» перешло под контроль ООО "Инвестиционно-строительный холдинг «Бетонные технологии» (ИСХ «БТ») Дмитрия Гуцулав 2010 году. Продажи позволили RBE погасить долгосрочные кредиты. Строительные подразделения RBE — «Русская строительная компания — Самара» и «Агродорстрой» — обанкротились.
С 2010 года работа компании переориентировалась в сторону сервисных услуг — поставок продуктов питания, кейтеринга, уборки, технической эксплуатации зданий, значительную долю в бизнесе заняли бытовые услуги для Российской армии.
В сентябре 2012 года компания приобрела московский ресторан Globo на Новом Арбате. В декабре 2012 года в состав ресторанного направления RBE вошли сетевые ресторанные концепции[уточнить] «Телега» и «Пицца Фреска».
В октябре 2012 года структуры компании приобрели контрольный пакет акций российского разработчика системы мониторинга транспорта и грузопотоков «Мапрокс». В конце февраля 2012 года компания дополнила услуги уборки комплексной сервисно-технической эксплуатацией зданий.
По состоянию на 2012 год компания владеет участком земли площадью 1200 га под Самарой, где планируется строительство логистических площадок, развлекательных и жилых участков, а также участком земли в подмосковном Сколково площадью 120 тыс. м².
Оборот за 2012 год составил 54,7 млрд руб., по этому показателю компания вошла в число 200 крупнейших непубличных компаний России по версии русской редакции журнала «Форбс».

## Сотрудничество с Минобороны России
В 2011—2012 годы существенная часть оборота RBE приходилась на обеспечение российской армии горячим питанием и банно-прачечными услугами. При выручке 54,7 млрд рублей за 2012 год около 30 млрд приходилось на военные заказы (примерно $60 млн прибыли). В общей сложности подразделения RBE, занимающиеся организацией питания, на регулярной основе ежедневно обслуживали более 250 тыс. военнослужащих по всей территории России, а также в Казахстане, Киргизии и Таджикистане.
На 2013 года контракт с RBE перезаключен не был, 32 тыс. сотрудников были уволены, к концу 2012 года сумма долга «Военторга» перед RBE составила 5 млрд руб., в результате чего RBE заморозила выплату заработной платы персоналу, выплату налоговых отчислений и расчёты с контрагентами. К концу февраля 2013 года часть долга была выплачена, но «Военторг» ещё оставался должен RBE ещё 2 млрд руб.

## Новые проекты RBE Group
В 2014 году в Группу компаний RBE вошли:
- «Единая Сеть Питания», производящая готовые блюда и полуфабрикаты для рационов питания пассажиров железнодорожного транспорта. На позицию бренд-шефа приглашен Фредерик Эненн (Франция), задача которого готовить 4 сезонных цикла меню.
- «ЕСП-Сервис» - оператор бортового сервиса на высокоскоростных поездах «Сапсан» и «Стриж». Программа обучения сотрудников поездных бригад разработана на основе технологий обслуживания бизнес-авиации.
В 2015 году подразделения RBE, оказывающие услуги по комплексной уборке и коммерческому кейтерингу, начали обслуживать крупные индустриальные производства - «Трансмашхолдинг», крупнейшего в России производителя подвижного состава для рельсового транспорта, и «Уральскую горно-металлургическую компанию», лидирующего производителя меди в стране.
В 2016 году RBE выходит на коммерческий рынок готовых продуктов питания. Создается и регистрируется собственная торговая марка «Свой Кулинар» по выпуску готовых блюд на завтрак, концентрированных супов и вторых блюд. Профессиональная экспертиза в области производства готовых рационов позволяет предложить уникальный по своим характеристикам и вкусовым качествам продукт предприятиям сегмента HoReCa. 
В 2017 году портфель бизнесов RBE пополнился крупными проектами:
- Mgrillcafe - сеть кафе и ресторанов для тех, кто путешествует на автомобиле. К концу 2020г. запланировано открытие 40 кафе на федеральных трассах.
- "Формула прессы" – выпускает отраслевые и специализированные журналы: бортовые журналы для пассажиров поездов и самолетов, а также автомобильные и городские издания.
- «РМ Технологии» -  технологическая компания, заточенная под создание современных информационных систем на транспорте.